# Isole (banda)
Isole es una banda sueca de metal que actualmente tiene un contrato con el sello discográfico alemán Cyclone Empire.

## Historia
Formada en 1990 bajo el nombre de Forlorn, la banda lanzó varias demos antes de cambiar su nombre a "Isole" en 2003 para evitar confusiones con otras bandas llamadas Forlorn. En 2005, Isole lanzó su álbum debut, Forevermore a través de I Hate Records. En 2006, también lanzaron The Beyond y Throne of Void a través de I Hate Records. En 2008, el tercer álbum de estudio de Isole, Bliss of Solitude, fue lanzado a través de un sello diferente, Napalm Records.
Su álbum de 2009 Silent Ruins también fue lanzado a través de Napalm Records. Silent Ruins es un álbum conceptual sobre un hombre que se despierta sin ningún recuerdo de su vida en un mundo posapocalíptico; lentamente adquiere recuerdos sobre sí mismo, pero teme que esto lo lleve a una conclusión devastadora para él. Crister Olsson declaró en una entrevista que la historia de Silent Ruins continuará en un álbum futuro, posiblemente en dos álbumes futuros, uno de los cuales podría no ser el próximo álbum de estudio de Isole. En octubre de 2011, se lanzó el último álbum de la banda, Born from Shadows.

### El cazador tranquilo(2013–presente)
A finales de 2013, Isole inició la producción de su futuro álbum. El 28 de mayo de 2014, la banda se separó de su sello discográfico, Napalm Records. Más tarde firmaron con Cyclone Empire el 29 de julio de 2014. Su próximo álbum, "The Calm Hunter", a través de este sello, tiene previsto su lanzamiento el 28 de noviembre de 2014.
El 15 de octubre de 2014, la banda lanzó la lista de canciones de The Calm Hunter. El 28 de octubre de 2014, se publicó un comunicado en el sitio web de la banda de que Jonas Lindström dejaría la banda: "Con tristeza anunciamos que Jonas dejará Isole. ¡Seguramente lo extrañaremos! Le deseamos la mejor de las suertes en todo y lo pasamos muy bien juntos en Isole. ¡Ojalá podamos anunciar un reemplazo detrás de la batería pronto!". El último espectáculo que realizó Jonas con Isole tuvo lugar el 28 de noviembre de 2014.

## Alineación

### Integrantes actuales[7]
- Daniel Bryntse - guitarras, voz (2004-presente), batería (2005)
- Jimmy Mattsson - bajo, voz áspera (2012-presente)
- Crister Olsson - guitarras, voz (2004-presente)
- Victor Parri - batería (2014-presente)

### Antiguos integrantes[8]
- Jonas Lindström - batería (2004 - 2014)
- Kim Molin - batería
- Magnus Helin - guitarra
- Jan Larsson - bajo
- Magnus Björk - guitarra, voz
- Per Sandgren - guitarra
- Henrik Lindenmo - bajo, voz áspera

## Discografía

### Como Isole[7]
- Promoción 2004 (demostración, 2004)
- Para siempre (duración completa, 2005)
- El más allá (EP, 2006)
- Throne of Void (larga duración, 2006)
- Bliss of Solitude (duración completa, 2008)
- Silent Ruins (larga duración, 2009)
- Nacido de las sombras (longitud completa, 2011)
- The Calm Hunter (larga duración, 2014)
- Distopía (larga duración, 2019)